# السينما المغربية

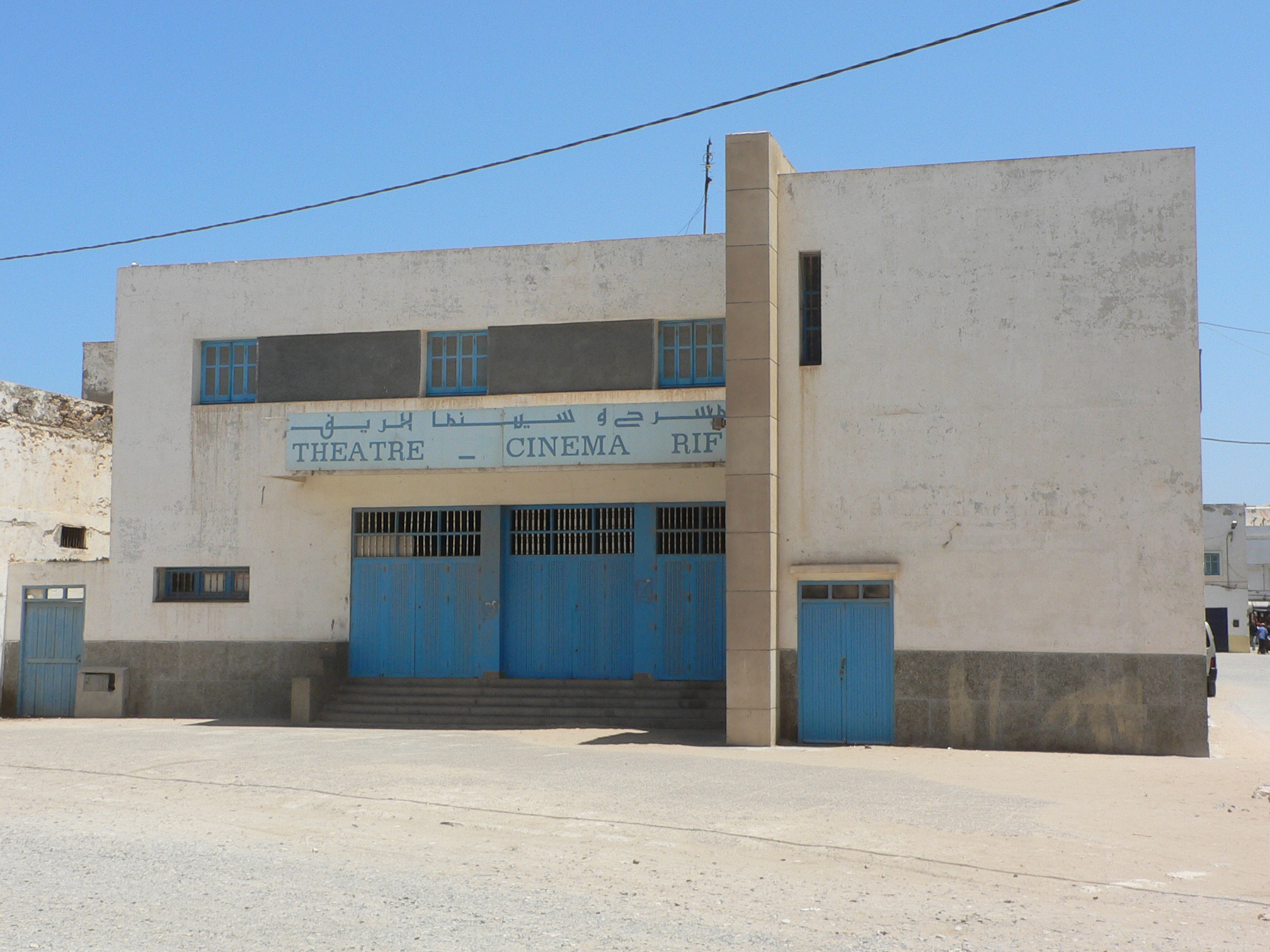
قاعة سينما الريف في مدينة الصويرة

تُشير السينما المغربية إلى صناعة السينما في المغرب.
في الفترة من 1958 إلى2018، تمكّن المغرب من إنتاج 372 فليما طويلا، كان عددها يتزايد من عشرية لأخرى إلى أن بلغ 20 فيلما طويلا في السنة، خصوصا بعد إحداث صندوق لدعم الإنتاجات السينمائية الوطنية ابتداء من سنة 1980، بالإضافة إلى إنتاج مئات الأفلام القصيرة والربورتاجات السينمائية المتنوعة وغيرها. وبلغ عدد مخرجي الأفلام الطويلة المغربية 172 في هذه الفترة، 149 ذكورا و23 إناثا.

## تاريخ
للسينما في المغرب تاريخ طويل، يمتد إلى أكثر من قرن من الزمان حتى تصوير فيلم «الفارس المغربي» (Le chevrier Marocain) للمخرج لويس لوميير في عام 1897. بين ذلك الوقت وعام 1944، تم تصوير العديد من الأفلام الأجنبية في البلاد، وخاصة في منطقة ورزازات.
في عام 1944، تم إنشاء المركز السينمائي المغربي، وهو هيئة لتنظيم الأفلام في البلاد. كما تم افتتاح الاستوديوهات في الرباط.
في عام 1952، فاز فيلم «عطيل» للمخرج أورسن ويلز بالسعفة الذهبية في مهرجان كان السينمائي تحت العلم المغربي. ومع ذلك، لم يعزف موسيقيو المهرجان النشيد الوطني المغربي، حيث لم يكن يعرف الحاضرين ما هو. سنة 1958، أنتج محمد عصفور أول فيلم مغربي، بعنوان «الابن العاق» (Le fils maudit)، ومدّته 36 دقيقة.
في عام 1968، أقيم أول مهرجان متوسطي للسينما في طنجة. في تجسيده الحالي، يقام الحدث في تطوان. تلا ذلك عام 1982 بالمهرجان الوطني الأول للسينما الذي أقيم في الرباط. في عام 2001، تمّ تأسيس المهرجان الدولي للفيلم بمراكش.

## تطوّر السينما المغربية
إذا اعتمدنا التحقيب الزمني في التأريخ للسينما المغربية، فيمكن لنا الحديث عن مجموعة من المراحل والفترات والتحقيبات الزمنية حسب العقود الكرونولوجية.
ففي البداية، يجوز الحديث عن المرحلة الكولونيالية أو ما يسمى بالسينما الاستعمارية التي تناولت الآخر الأجنبي في علاقته مع الذات المغربية إيجابا وسلبا في إطار رؤية استشراقية وإثنوغرافية، تقوم على تمجيد الغرب علما وتقنية وحضارة وثقافة وقوة. في نفس الوقت، الذي تستهجن فيه هذه السينما الإنسان المغربي، وتقرنه بالتخلف والجهل، والهمجية، والإرهاب، والانكسار، والمشاكل الاجتماعية.
وقد امتدت السينما الحقبة الاستعمارية بالمغرب من سنة 1919م إلى سنة 1956م، لينتقل المغاربة بعد ذلك مباشرة للتعرف على سينما الاستقلال. وحينما نتحدث عن السينما الاستعمارية، فإنها سينما إقصائية ومتحيزة وأحادية المنظور والرؤية، تدافع عن الآخر الأجنبي إنسانا وتواجدا وقضية، وتنافح عن مشروعه الكولونيالي، وتبرر استغلاله للمغرب من النواحي السياسية والاجتماعية والاقتصادية. وكان يشرف على هذه السينما الأطر الأجنبية، ولاسيما الفرنسية والإسبانية منها على مستوى الإخراج والإنتاج والتصوير والمونتاج والتقطيع والتوزيع والتسويق وكتابة السيناريو. ولم يكن المغاربة في العموم سوى ممثلين من صنف الكومبارس. كما اتخذت من مدن المغرب وقراه فضاءات للتصوير والديكور وأستوديوهات للتأطير المشهدي. وتعاملت أيضا مع المواضيع والقضايا المستمدة من البيئة المغربية في كل تجلياتها وتمظهراتها السياسية والاجتماعية والاقتصادية والثقافية والتاريخية والدينية.